# Olivier Duhamel
Olivier Duhamel (ur. 2 maja 1950 w Neuilly-sur-Seine) – francuski prawnik, politolog, wykładowca akademicki, poseł do Parlamentu Europejskiego (1997–2004).

## Życiorys
Został absolwentem Instytutu Nauk Politycznych w Paryżu. Kształcił się następnie w zakresie prawa publicznego i politologii. W 1979 uzyskał doktorat w zakresie prawa. Zajął się pracą akademicką, jako wykładowca nauk prawnych i politycznych, specjalizując się w prawie konstytucyjnym. Był współzałożycielem czasopisma naukowego „Pouvoirs”. Obejmował stanowiska profesorskie na uniwersytetach krajowych i w paryskim INP, a także funkcję wiceprzewodniczącego prestiżowego klubu Le Siècle.
W 1997 z ramienia Partii Socjalistycznej objął mandat posła do Parlamentu Europejskiego IV kadencji, dwa lata później uzyskał reelekcję na V kadencję. Należał do grupy socjalistycznej, pracował w Komisji Spraw Konstytucyjnych. Reprezentował Europarlament w Konwencie Europejskim. W PE zasiadał do 2004. Od 2016 do 2021 przewodniczył fundacji Fondation nationale des sciences politiques.
W styczniu 2021 został objęty śledztwem dotyczącym domniemanych zgwałceń i wykorzystywania seksualnego, których miał się dopuścić wobec swojego małoletniego pasierba na przestrzeni kilku lat. Impulsem do otwarcia postępowania było opublikowanie fragmentów książki La Familia Grande Camille Kouchner, pasierbicy Oliviera Duhamela. Autorka ujawniła w niej, że jej brat bliźniak miał być molestowany przez ojczyma od końca lat 80., kiedy miał 14 lat. Stwierdziła również, że wielu z ówczesnych znajomych politologa i jego żony, należących do kręgu paryskich intelektualistów, wiedziało o wykorzystywaniu seksualnym chłopca. W reakcji na książkę Oliver Duhamel stwierdził, że w obliczu ataków na swoją osobę rezygnuje z zajmowanych stanowisk akademickich, społecznych i medialnych, aby chronić instytucje, w których pracuje.

## Wybrane publikacje
- Chili, 1974
- Changer le PC?, 1979
- La Gauche et la Ve République, 1980
- Le pouvoir politique en France, 1991
- Aux urnes, citoyens, 1993
- Les démocraties, 1993
- Histoire constitutionnelle de la France, 1995
- Des raisons du „non”, 2005
- Droit constitutionnel. Les Démocraties, 1999 (tom I), 2000 (tom II)
- Le quinquennat, 2000
- Présidentielles, les surprises de l'histoire, 1965–1995, 2002
- Vive la VIe république!, 2002
- Pour l'Europe, 2003
- Histoire des présidentielles, 2008
- Le starkozysme, 2008[8]